# Curly coated retriever
Curly coated retriever – jedna z ras psów, należąca do grupy psów aportujących, płochaczy i psów wodnych. Zaklasyfikowana do sekcji psów aportujących. Podlega próbom pracy.

## Rys historyczny
Curly coated retriever to obok flat coated retrievera najstarsza rasa z retrieverów. Wzorzec zarejestrowany został w Wielkiej Brytanii w 1860 roku.
Do dziś praktycznie nie uległ zmianie.

## Wygląd

### Budowa
Psy tej rasy to największe spośród retrieverów, mają charakterystyczną, podłużną budowę.

### Szata i umaszczenie
Pokryty krótkim włosem, skręconym w mocne loki, brak ich jedynie na pysku i czaszce. Nie posiada podszerstka. Występuje w umaszczeniu czarnym i wątrobianym, niedopuszczalne są białe znaczenia. Oczy muszą być jak najciemniejsze, nos koloru szaty.

## Zachowanie i charakter
Curly coated retriever jest przyjazny wobec znanych mu ludzi, posiada żywy temperament. Niezależny i skłonny do nieposłuszeństwa, trudny w szkoleniu, lecz oddany przewodnikowi. Jest psem inteligentnym i opanowanym, czasem sprawia wrażenie powściągliwego. Może przejawiać zachowania nieprzyjazne wobec innych psów oraz obcych ludzi. Podobnie jak Chesapeake Bay retriever, jest rasą retrieverów nadającą się do obrony.

## Użytkowość
Curly coated retriever to pies myśliwski, którego zadaniem było aportowanie ustrzelonych ptaków. Trzymali go często strażnicy łowieccy do zwalczania kłusowników. Osiąga dojrzałość po ukończeniu 3 lat.

## Zdrowie i pielęgnacja
Przedstawiciele tej rasy są bardzo aktywni, uwielbiają stymulację umysłową i zabawę. Nadają się do psich sportów i wciąż są wykorzystywane jako psy myśliwskie. Sierść jest łatwa w pielęgnacji. Z powodu braku podszerstka nie linieje na dużą skalę.

## Popularność
Curly coated retriever jest rasą o wiele mniej rozpowszechnioną na świecie, niż inni jego krewni z grupy retrieverów. Pierwszy pies sprowadzony został do Polski z Finlandii w 2003 roku, a pierwsza suka w roku 2006 ze Szwecji.